# Rozszerzenie ciała
Rozszerzenie ciała – większe (w sensie inkluzji) ciało zawierające dane ciało. Na przykład ciało liczb rzeczywistych jest rozszerzeniem ciała liczb wymiernych; ciało liczb zespolonych jest rozszerzeniem ciał liczb rzeczywistych (więc także wymiernych). Rozszerzenia ciał są centralnym pojęciem teorii Galois. Wyróżnia się wiele rodzajów rozszerzeń ciał ze względu na ich własności.
Każde rozszerzenie {\displaystyle L} ciała {\displaystyle K,} oznaczane zwyczajowo {\displaystyle L/K} lub {\displaystyle L:K}, jest przestrzenią liniową nad {\displaystyle K.} Wymiar tej przestrzeni oznacza się przez {\displaystyle [L:K]} i nazywa stopniem rozszerzenia {\displaystyle L\supseteq K.}

## Rozszerzenie ciała o pierwiastki wielomianu
Z teorii równań algebraicznych wynika, że każdy niesprzeczny układ równań nad ciałem {\displaystyle K} ma rozwiązanie w pewnym ciele {\displaystyle L.} W szczególności, jeżeli {\displaystyle f} jest wielomianem o współczynnikach z ciała {\displaystyle K,} to istnieje rozszerzenie {\displaystyle L} ciała {\displaystyle K,} które zawiera pierwiastek {\displaystyle a} wielomianu {\displaystyle f.}
Mówimy, że ciało {\displaystyle L} jest rozszerzeniem ciała {\displaystyle K} o pierwiastek {\displaystyle a} wielomianu {\displaystyle f\in K[x]} wtedy i tylko wtedy, gdy {\displaystyle L=K(a)}.
Dla przykładu, ciało liczb zespolonych jest rozszerzeniem ciała liczb rzeczywistych o pierwiastek wielomianu {\displaystyle h(x)=x^{2}+1.}
Jeśli {\displaystyle L} jest rozszerzeniem ciała {\displaystyle K} oraz {\displaystyle a\in L,} to
{\displaystyle K(a)=\left\{{\tfrac {f(a)}{g(a)}}\in L\colon \,f,g\in K[x],g(a)\neq 0\right\}.}
Rozszerzenie o pierwiastek danego wielomianu nie jest wyznaczone jednoznacznie w przypadku gdy wielomian jest rozkładalny. W przypadku gdy dany wielomian jest nierozkładalny, to rozszerzenia wyznacza się z dokładnością do izomorfizmu.

### Ciało rozkładu wielomianu
Mówimy, że ciało {\displaystyle L} jest ciałem rozkładu wielomianu {\displaystyle f\in K[x]} wtedy i tylko wtedy, gdy wielomian {\displaystyle f} rozkłada się w pierścieniu {\displaystyle L[x]} na czynniki liniowe oraz
{\displaystyle L=K(a_{1},\dots ,a_{m}),}
gdzie {\displaystyle a_{1},\dots ,a_{m}} są wszystkimi pierwiastkami {\displaystyle f} w ciele {\displaystyle L.}
Dla każdego wielomianu stopnia dodatniego istnieje jego ciało rozkładu. Dowolne dwa ciała rozkładu tego wielomianu są izomorficzne.

## Rozszerzenie algebraiczne
Rozszerzenie {\displaystyle L} ciała {\displaystyle K} nazywamy algebraicznym wtedy i tylko wtedy, gdy każdy element {\displaystyle a\in L} jest algebraiczny nad {\displaystyle K.}
Dla przykładu, każdy element ciała skończonego jest algebraiczny nad podciałem prostym, zawartym w tym ciele.
Dla rozszerzenia {\displaystyle L\supseteq K} i {\displaystyle a\in L} następujące warunki są równoważne
- {\displaystyle a} jest algebraiczny nad {\displaystyle K,}
- {\displaystyle K[a]=K(a),}
- {\displaystyle [K(a):K]<\infty .}

Stopień rozszerzenia {\displaystyle K(a)\supseteq K} nazywa się stopniem elementu algebraicznego {\displaystyle a\in K.} Stopień ten jest równy stopniowi wielomianu nierozkładalnego {\displaystyle f\in K[x]} takiemu, że {\displaystyle f(a)=0,} a także minimalnemu stopniowi niezerowego wielomianu {\displaystyle f\in K[x]} takiego, że {\displaystyle f(a)=0}

## Rozszerzenie rozdzielcze
Rozszerzenie {\displaystyle L} ciała {\displaystyle K} nazywamy rozdzielczym wtedy i tylko wtedy, gdy każdy element {\displaystyle a\in L} jest rozdzielczy nad {\displaystyle K.}
Jeśli ciało {\displaystyle K} ma charakterystykę równą {\displaystyle 0,} to każde jego rozszerzenie algebraiczne jest rozdzielcze. W szczególności, każde algebraiczne rozszerzenie ciała liczb wymiernych jest rozdzielcze.

## Rozszerzenie czysto przestępne
Rozszerzenie {\displaystyle L} ciała {\displaystyle K} nazywamy czysto przestępnym wtedy i tylko wtedy, gdy istnieje zbiór algebraicznie niezależny {\displaystyle A\subseteq L,} taki że {\displaystyle K(A)=L.}

## Rozszerzenia skończone
Rozszerzenie {\displaystyle L} ciała {\displaystyle K} nazywa się skończonym wtedy i tylko wtedy, gdy ma skończony stopień, tzn. {\displaystyle [L:K]<\infty .}
Każde rozszerzenie skończone jest algebraiczne. Jeśli {\displaystyle K_{2}\supseteq K_{1}\supseteq K} jest ciągiem rozszerzeń ciał, to rozszerzenie {\displaystyle K_{2}\supseteq K} jest skończone wtedy i tylko wtedy, gdy rozszerzenia {\displaystyle K_{2}\supseteq K_{1}} i {\displaystyle K_{1}\supseteq K} są skończone. Ponadto
{\displaystyle [K_{2}:K]=[K_{2}:K_{1}]\cdot [K_{1}:K].}

## Rozszerzenie normalne
Rozszerzenie {\displaystyle L} ciała {\displaystyle K} nazywamy normalnym wtedy i tylko wtedy, gdy jest algebraiczne i dla każdego {\displaystyle b\in L} wielomian nierozkładalny {\displaystyle f\in K[x],} którego pierwiastkiem jest {\displaystyle b} rozkłada się w {\displaystyle L[x]} na czynniki liniowe.